# Joe Mullaney
Joseph A. Mullaney (17 novembre 1924 – 8 mars 2000) fut un joueur et un entraîneur américain de basket-ball.

## Biographie

### Carrière de joueur
Mullaney est né à Long Island, dans l'état de New York. Après des études au lycée Chaminade à Mineola, il a joué au basket-ball universitaire à Holy Cross. Avec Bob Cousy, il faisait partie de l'équipe qui a gagné le championnat NCAA de 1947. Il a joué brièvement avec les Celtics de Boston dans la National Basketball Association.

### Carrière d'entraîneur universitaire
Après l'université, Mullaney a travaillé pour le FBI avant de revenir au basket-ball comme entraîneur à la Norwich University dans le Vermont.
Mullaney est devenu entraîneur principal à Providence College en 1955. Il a ensuite entraîné les Friars de Providence jusqu'en 1969. Il est revenu à Providence comme entraîneur principal en 1981 et y est resté jusqu'en 1985. Mullaney a gagné 319 matchs lors de ses 18 saisons à Providence, en perdant 164 avec un pourcentage de victoire de 66% au cours de sa carrière. De plus, Mullaney a gagné le National Invitation Tournament à Providence en 1961 et 1963. Mullaney a aussi emmené les Friars au NIT quatre autres fois et au NCAA trois fois. Son assistant et protégé à Providence, Dave Gavitt, a pris la relève avec succès comme entraîneur des Friars, les portant au Final Four de 1973 et vivement contribué à la fondation de la Big East Conference.

### Entraîneur des Lakers de Los Angeles
Mullaney a quitté Providence en 1969 pour entraîner les Lakers de Los Angeles en National Basketball Association, succédant à Butch van Breda Kolff qui avait propulsé les Lakers jusqu'en finale de NBA cette année, perdant 4 matchs à 3 contre les Celtics de Boston.
Lors de saison 1969-70, les Lakers ont rencontré quelques problèmes de blessures et fini à 46 victoires- 36 défaites, deux matchs derrière le premier, les Hawks d'Atlanta dans la conférence ouest. Wilt Chamberlain était écarté pour blessure tôt dans la saison tout comme Elgin Baylor plus tard; chacun revenant à temps pour les playoffs. Les Lakers furent les finalistes de la NBA cette année. Ils ont battu les Suns de Phoenix en demi-finale de conférence et Atlanta en finale. Les Lakers ont perdu la finale NBA de peu, 4 matchs à 3, contre les Knicks de New York.
Lors de la saison 1970-71, les Lakers ont fini à 48-34, premier dans la division Pacifique. Les Lakers ont vaincu les Bulls de Chicago en demi-finale de conférence ouest mais ont perdu contre les Bucks de Milwaukee en finale.

### Les années d'entraîneur de la ABA
En 1971 Mullaney est devenu le cinquième entraîneur des Colonels du Kentucky de l'American Basketball Association, succédant à Frank Ramsey en 1971. Mullaney a entraîné les Colonels durant deux saisons avant Babe McCarthy qui a pris sa suite pour la saison 1973-74,.
Lors de la saison 1971-72, les talentueux Colonels ont fini avec un remarquable bilan de 68-16, le meilleur de l'histoire de la ABA, finissant premier de la Division Est. Contre toute attente, les Colonels ont perdu la demi-finale de la Division Est de 1972 par 44-40 contre les Nets de New York, et une série de 4 défaites pour 2 victoires.  Mullaney a entraîné l'équipe Est et gagna les All Star Games de ABA par 142-115 cette saison,.
Lors de la saison 1972-73, les Colonels ont fini sur un 56-28, ce qui est élevé pour une seconde place en Division Est. Les Colonels ont battu les Squires de la Virginie 4 match à 1 en demi-finale de Division Est, battu les Cougars de la Caroline, 4 matchs à 3 en finale, et perdu le championnat d'American Basketball Association, 4 matchs à 3 contre les Pacers d'Indiana,,.
Après la saison 1972-73, Mullaney quitta les Colonels pour entraîner les Stars de l'Utah,.  Mullaney fut remplacé dans le Kentucky par Babe McCarthy. Étrangement, McCarthy et Mullaney furent tous les deux nommés Coach of the Year ABA de la saison 1974-75,,.
Lors de la saison 1973-74 Mullaney entraîna les Stars de l'Utah en ABA avec un record à 51-33, finissant premiers de la Division Ouest. Les Stars ont battu les Conquistadors de San Diego, 4 matchs à 2 en demi-finale de Division Ouest 1974 et les Pacers d'Indiana 4 match à 3 finale mais ont perdu le championnat ABA 1974 contre les Nets de New York 4 matchs à 1. Mullaney a entraîné l'équipe Ouest du All-Star Game 1974, perdant contre l'équipe Est entraînée par McCarthy sur un score de 128-112. Mullaney fut remplacé comme entraîneur des Stars par Morris "Bucky" Buckwalter après cette unique saison dans l'Utah,,.
Pendant la saison 1974-75, Mullaney entraîna les Sounds de Memphis en American Basketball Association.  Les Sounds finissant par 27-57 à la quatrième place de Division Est.  Leur saison fut abrégée par l'ancienne équipe de Mullaney, les Colonels, vainqueurs du championnat,.
Au début de la saison 1975-1976, Mullaney fut entraîneur des Claws de Baltimore mais l'équipe fut usée par une pré-saison de matchs d'exhibition avant le début de la saison régulière.
En décembre 1975 Mullaney est nommé entraîneur des Spirits of St. Louis. Mullaney a pris la barre des St. Louis à mi-saison après un début à 20 victoires contre 27 défaites avec l'entraîneur Rod Thorn. Mullaney fut le dernier entraîneur des Spirits de St. Louis, puisqu'à la fin de la saison 1975-1976, tout comme les Colonels du Kentucky, l'équipe n'a pas rejoint la NBA à l'occasion de la fusion ABA-NBA.

### Après la carrière en ABA
Après la saison 1975-76 Mullaney a entraîné les Braves de Buffalo en National Basketball Association. Mullaney avait été recruté par le nouveau propriétaire des Braves, John Y. Brown Jr. Ce dernier était précédemment copropriétaire de l'ancienne équipe entraînée par Mullaney, les Colonels du Kentucky. Malgré le titre de Rookie of the Year d'Adrian Dantley les Braves ont fini à la quatrième place sur un 30-52.
Par la suite, Mullaney fut entraîneur en Italie puis à Brown University de 1978 à 1981 avant de revenir à Providence College de 1981 à 1985 pour superviser les programmes d'entrainement.
Le 8 mars 2000, Mullaney décède d'un cancer à Providence, Rhode Island à l'âge de 74 ans. Il est enterré à East Greenwich, Rhode Island.

## Palmarès
- Entraîneur de l'année en ABA : 1974